# 熊谷達也
熊谷 達也（くまがい たつや、1958年4月25日 - ）は、日本の小説家。東京電機大学理工学部卒業。

## 経歴・人物
宮城県仙台市出身。宮城県佐沼高等学校、東京電機大学理工学部数理学科卒。卒業後、埼玉県と宮城県気仙沼中学校で公立中学校の数学教諭を8年間勤める。その後、宮城県に帰り、保険代理店業を経て、1997年に『ウエンカムイの爪』で小説すばる新人賞を受賞し、作家としてデビューする。2011年の東日本大震災当時も2013年現在も仙台市在住。
『漂泊の牙』『まほろばの疾風』『荒蝦夷』『迎え火の山』など、東北地方や北海道の民俗・文化・風土に根ざした作品で知られる。2004年、『相剋の森』から始まり『氷結の森』で終わるマタギ3部作の第2作『邂逅の森』で、初の山本周五郎賞と直木賞のダブル受賞を果たす。
東日本大震災をきっかけに、宮城県のかつて遠洋漁業で栄えた湊町で、自身も教師として勤めていた気仙沼市をモデルにした架空の街「仙河海（せんがうみ）市」を舞台にした、明治から近未来までの人々の物語を描く年代記＜仙河海サーガ＞を書き始める。
プライベートでは外国製のオートバイをこよなく愛することで知られる。
文学だけでなくK'zというロックバンドでギターを弾くなどミュージシャンとしての一面も持つ。

## 受賞歴
- 1997年 - 第10回小説すばる新人賞 （ 『ウエンカムイの爪』 ）
- 2000年 - 第19回新田次郎文学賞 （ 『漂泊の牙』 ）
- 2004年 - 第17回山本周五郎賞（ 『邂逅の森』 ）
- 2004年 - 第131回直木賞 （ 『邂逅の森』 ）

## 作品リスト
- 『ウエンカムイの爪』、集英社、1998年　のち文庫
- 『漂泊の牙』、集英社、1999年　のち文庫
- 『まほろばの疾風（かぜ）』、集英社、2000年　のち文庫
- 『迎え火の山』、講談社、2001年　のち文庫
- 『山背郷』（短編集）、集英社、2002年　のち文庫
- 『マイ・ホーム・タウン』、小学館、2003年　のち改題加筆『冒険の日々　マイ・ホームタウン』、小学館文庫、2005年
- 『相剋の森』（マタギ3部作第1作）、集英社、2003年　のち文庫
- 『邂逅の森』（マタギ3部作第2作）、文藝春秋、2004年　のち文庫
- 『荒蝦夷』、平凡社、2004年　のち集英社文庫
- 『山背の里から 杜の都でひとり言』（エッセイ）、小学館、2004年
- 『モビィ・ドール』、集英社、2005年　のち文庫
- 『懐郷』、新潮社、2005年　のち文庫
- 『虹色にランドスケープ』、文藝春秋、2005年　のち文庫
- 『新参教師』、徳間書店、2006年　のち文庫
- 『七夕しぐれ』、光文社、2006年　のち文庫
- 『氷結の森』（マタギ3部作第3作）、集英社、2007年　のち文庫
- 『箕作り弥平商伝記 』、講談社、2007年7月　のち文庫
- 『はぐれ鷹』、文藝春秋、2007年10月
- 『群青に沈め 僕たちの特攻』、角川書店、2008年2月　のち文庫
- 『いつかX橋で』、新潮社、2008年11月　のち文庫
- 『ゆうとりあ』、文藝春秋、2009年3月　のち文庫
- 『オヤジ・エイジ・ロックンロール』、実業之日本社、2009年11月　のち文庫
- 『モラトリアムな季節』、光文社、2010年　のち文庫
- 『銀狼王』、集英社、2010年6月　のち文庫
- 『稲穂の海』、文藝春秋、2010年10月　のち文庫
- 『翼に息吹を』、角川書店、2011年3月　のち文庫
- 『バイバイ・フォギーデイ』、講談社、2012年4月
- 『光降る丘』、角川書店、2012年9月（2008年6月の岩手・宮城内陸地震が題材）
- 『烈風のレクイエム』、新潮社　2013年2月（『小説新潮』2011年9月号～2012年12月号連載「海峡の絆」を改題）のち改題『海峡の鎮魂歌』、新潮文庫、2016年
- 『調律師』、文藝春秋、2013年5月　のち文庫
- 仙河海サーガ［作中年代］
  - 『リアスの子』、光文社、2013年［1990年］
  - 『微睡みの海』、角川書店、2014年［2010年 - 2011年］
  - 『ティーンズ・エッジ・ロックンロール』、実業之日本社、2015年［2010年 - 2011年3月10日］
  - 『潮の音、空の青、海の詩』、NHK出版、2015年［2011年3月11日 - 2060年］（改題『悼みの海』講談社文庫、2024年）
  - 『希望の海 仙河海叙景』、集英社、2016年［2011年3月10日 - 2012年］のち文庫
  - 『揺らぐ街』、光文社、2016年［2011年3月11日 - 2013年］
  - 『浜の甚兵衛』、講談社、2016年［1896年 - 1929年］
  - 『鮪立の海』、文藝春秋、2017年［1932年 - 1958年］
- 『我は景祐』、新潮社、2019年（改題『我は景祐-幕末仙台流星伝』、新潮文庫、2023年）
- 『エスケープ・トレイン』、光文社、2019年
- 『いつもの明日』、河北アド・センター、2020年
- 『明日へのペダル』、NHK出版 、2022年6月
- 『孤立宇宙』、講談社、2022年
- 『無刑人 芦東山』、潮出版社、2021年（改題『むけいびと 芦東山』、潮文庫、2024年）

## 海外への翻訳

### 中国大陸（簡化字）
- 邂逅之森 （刊行予定、吉林出版集团有限责任公司）－邂逅の森

## 注
1. ↑  「東北から希望を発信　熊谷達也さんに聞く」2013年2月23日日本経済新聞夕刊5面
2. ↑  土方正志 (2020年4月15日). “いまはなき気仙沼の町の暮らしと大正～昭和を生き抜いた人々への賛歌 『鮪立の海』（熊谷 達也）”. 文藝春秋 2023年6月12日閲覧。
3. ↑  『浜の甚兵衛』講談社文庫 2019年（土方正志「解説」）